# 三澤樹知
三澤 樹知（みさわ なち、1989年11月13日 - ）は、山形県出身の新体操選手。2008年北京オリンピック代表（新体操団体）。東京女子体育大学/山形RG 所属。身長162.8 cm。2012年4月から山形市役所に勤務。

## 経歴
7歳から新体操を始める。2006年7月より新体操日本代表に加入。選抜団体チームではチームリーダーを務めた。2009年9月三重世界新体操選手権を最後に選抜団体メンバーからは引退。以後、個人種目の選手として活躍中。

## 主な試合結果
新体操日本ナショナル選抜団体チームとして
- 2006年 W杯ファイナル 団体種目別フープ+クラブ 7位
- 2007年 世界新体操選手権 団体総合 7位
- 2008年 北京オリンピック 団体総合 10位
- 2009年 W杯・ポルチマン大会 種目別リボン+ロープ 優勝
- 2009年 世界新体操選手権三重大会 団体総合 8位 種目別リボン+ロープ 4位

個人選手として
- 2010年 第30回世界新体操選手権大会日本代表選考会 個人総合 5位
- 2010年 第43回東日本学生新体操選手権大会 個人総合 優勝
- 2010年 第62回全日本学生新体操選手権大会 個人総合 優勝 種目別ロープ、ボール優勝
- 2010年 第63回全日本新体操選手権大会 個人総合4位 種目別ロープ3位、ボール3位